# Lavaisse

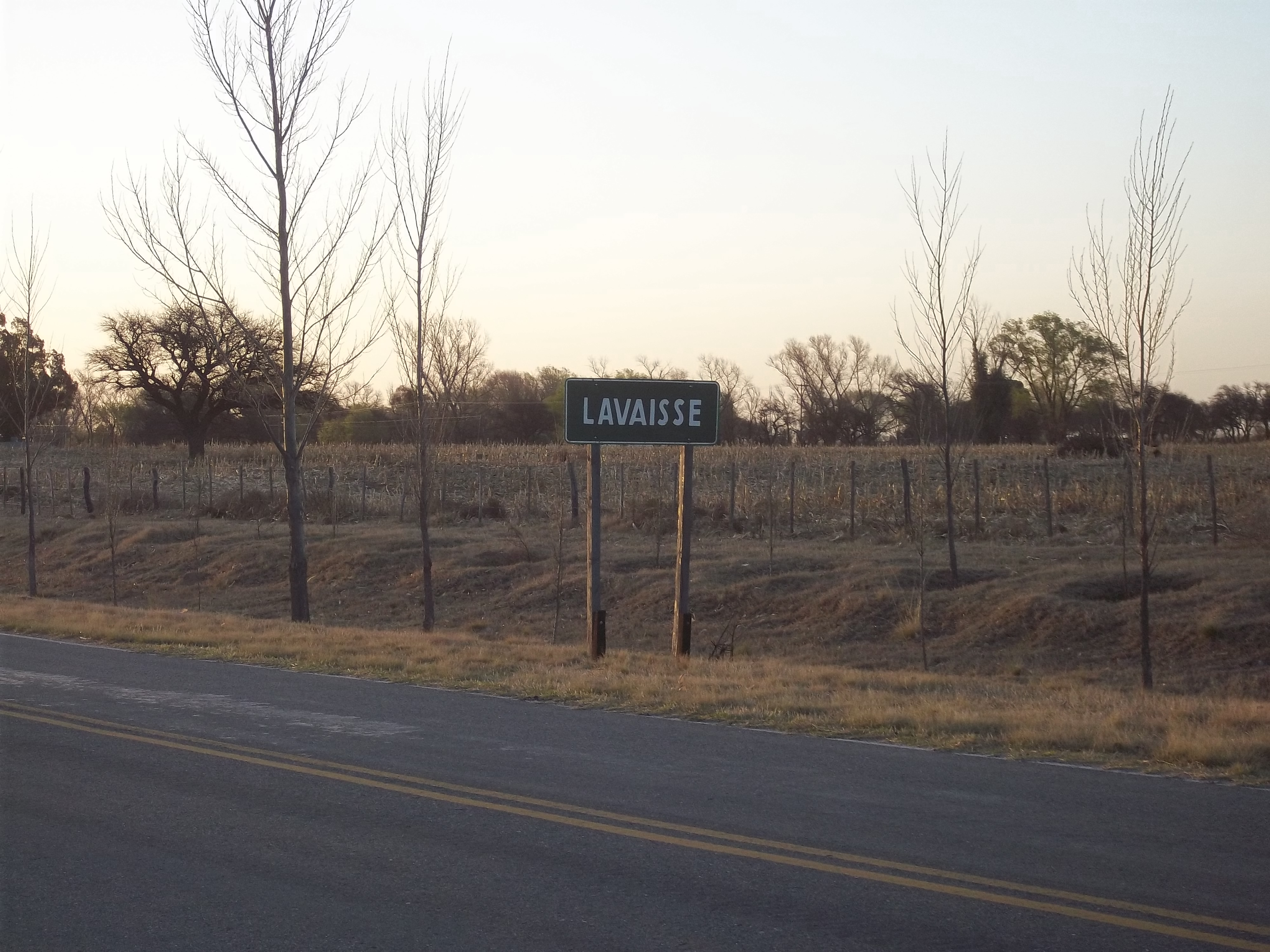
Ingreso a la localidad por la Ruta provincial 11.

Lavaisse es una localidad del Departamento General Pedernera en la provincia de San Luis, Argentina.
Ubicada al sur de Villa Mercedes y oeste de Justo Daract, se encuentra sobre las vías del Ferrocarril General San Martín y la ruta provincial 11.

## Toponimia
Debe su nombre al religioso Dr. Benjamín Lavaisse nacido en Santiago del Estero en 1823, quien prestó importantes servicios a la Asamblea Constituyente que sancionó la Constitución de 1853.

## Población
Contó con 68 habitantes (Indec, 2010), lo que representó un incremento del 4,6% frente a los 65 habitantes (Indec, 2001) del censo anterior.
Según el censo 2022 la población total del municipio fue de 88 personas. En tanto, el número de viviendas registradas fue de 32.Estos datos le valieron ser la comisión municipal más pequeña y la segunda población menos poblada de la provincia.
| Gráfica de evolución demográfica de Lavaisse entre 1960 y 2022 |
|                                                                |
| Fuente: Censos nacionales del INDEC                            |